# Леж-Кап-Ферре
Леж-Кап-Ферре (фр. Lège-Cap-Ferret) — коммуна на юго-западе Франции, входящая в состав департамента Жиронда административного региона Аквитания.

## География
Леж-Кап-Ферре располагается на территории края Пеи-де-Бюш; коммуна растянулась вдоль полуострова Кап-Ферре, который отделяет Аркашонский залив от Атлантического океана и, таким образом, защищает внутренний бассейн Аркашона от возмущений океана.

## История
Очень долгое время мыс Кап-Ферре был исключительно временным пристанищем рыбаков залива. Мыс был покрыт дюнами и сосновым лесом. Постепенно некоторые рыбаки обосновались на полуострове постоянно, и здесь образовался посёлок. Развитие Аркашона как морского курорта способствовало крупному росту туризма на всём побережье залива, и в начале XX века на полуострове появились первые туристы.
Эта территория долгое время принадлежала коммуне Ла-Тест-де-Бюш. В 1976 году была образована самостоятельная коммуна Леж-Кап-Ферре, вытянувшаяся в длину на 25 километров. На её территории расположено множество посёлков и хуторов.

## Достопримечательности
- Водоём Пирайан.
- Пляжи на полуострове длиной 25 километров.
- Лагуна Аркашон
- Маяк Кап-Ферре (52 метра, 258 ступеней), расположенный на южной оконечности полуострова, со смотровой площадки которого открывается панорамный вид на залив и Атлантический океан.
- Маленький поезд мыса Кап-Ферре, отправляющийся от причала в Bélisaire.
- Жилой комплекс Леж — шесть модернистских зданий, первый из жилых комплексов, спроектированных и построенных Ле Корбюзье.
- Часовня в мавританском стиле в «алжирской вилле», которая также называется капелла в Эрбе (фр. chapelle de l'Herbe). Расположенная в посёлке Эрб, она является последним остатком мавританского имения 1930-х годов, частично разрушенного в 1965 году. На колокольне часовни установлены крест и полумесяц, символы христианства и ислама.
- Земельные участки в Леже, где появились первые виллы.

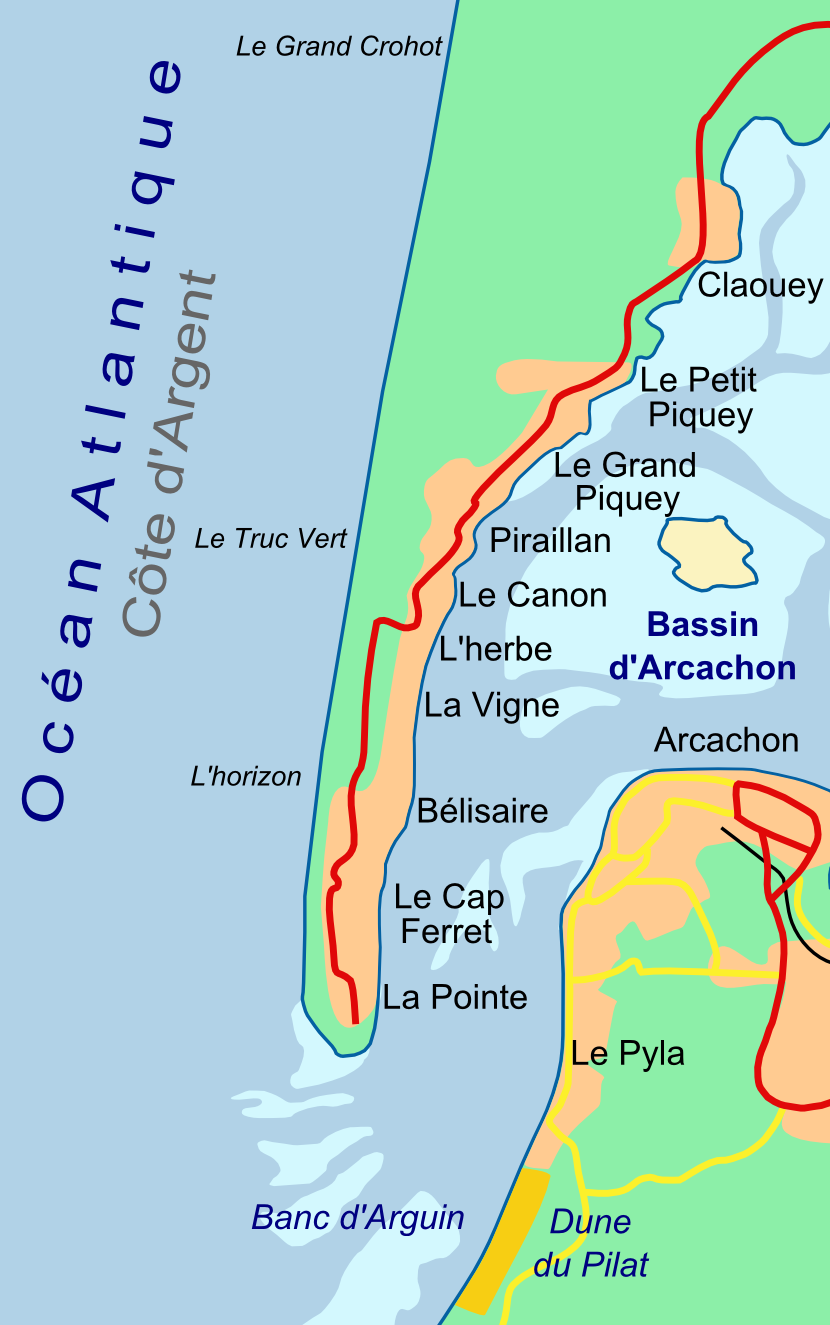
Поселения на мысе Кап-Ферре

## Посёлки
На полуострове Кап-Ферре, на участке 20—30 километров расположено около десятка посёлков, входящих в коммуну Леж-Кап-Ферре:
В порядке удаления от посёлка Леж-Кап-Ферре в сторону мыса Кап-Ферре:
- Claouey
- Les Jacquets (устричная гавань)
- Le Four (устричная гавань)
- Petit Piquey
- Grand Piquey
- Piraillan (устричная гавань, природный заказник)
- Le Canon (рыбацкая деревня)
- L’Herbe (устричная гавань, один из последних примеров рыбацкой хижины, выполненной из корабельного остова)
- La Vigne (яхтенные прогулки)
- Le Cap Ferret

## Спорт
Клуб «Леж-Кап-Ферре» защищает честь коммуны в Чемпионате Франции по футболу.